# Цигани света (књига)
Цигани света (енгл. Gypsies in the world) је стручна монографија, извештај о истраживању, о Ромима из целог света, објављена 1988. године у издању "Југословенске ревије" из Београда. Текст су написали Небојша Бато Томашевић и Рајко Ђурић, аутор фотографија је Драгољуб Замуровић, а са енглеског је превела Мила Драшковић. 

## О ауторима
- Небојша Бато Томашевић (1929-2017) је дипломата, издавач, писац, новинар и публициста. Године 1952. је дипломирао на Високој новинарско-дипломатској школи у Београду, а посдипломске студије завршио у Енглеској. Више од двадесет година обављао је дужност директора и главног уредника "Југословенске ревије".[2]
- Рајко Ђурић је рођен у Малом Орашју, 3. октобра 1947, умро у Београду, 2. новембара 2020. године. Био је српски писац, политичар и председник Уније Рома Србије.[3] Био је и председник Међународне ромске уније и генерални секретар Ромског центра Међународног ПЕН центра.[4]
- Драгољуб Замуровић (1947) је српски фотограф који ствара и под псеудонимом Art Zamur од 1988. Завршио је Архитектонски факултет, потом похађао постдипломске студије фотографије на Факултету примењених уметности у Београду. За своје фотографије добио је бројне награде широм света. Члан је Удружења ликовних уметника примењених уметности и дизајнера Србије од 1980. године, а 1995. године је добио звање Истакнутог уметника УЛУПУДС-а.[5]

## О књизи
Хиљаду година Роми или Цигани лутају широм света. Презирали су их као отпаднике, прогонили, продавали као робље, а у скорије доба уништавали у нацистичким гасним коморама, а они су ипак опстали захваљујући својој невереватној довитљивости, прилагодљивости и оштроумности. Највећи број њих живи на рубу друштва, зарађујући за живот као забављачи, музиканти, гатари, трговци, просјаци...
Аутори текстова Небојша Бато Томашевић и Рајко Ђурић пошли су са фотографом Драгољубом Замуровићем на дуг пут по Индији, прадомовини Цигана, и другим земљама у којима живи велики број ромског становништва. Путујући и разговарајући са њима, проучавајући њихов начин живота и њихове обичаје, аутори су се трудили да открију заједнички именитељ ове групе народа, али исто тако и разлике у њиховим животима и понашању према њима у разним срединама где живе или где су се зауставили ради одмора.